# Roman Ragozin
Roman Siergiejewicz Ragozin (ros. Роман Сергеевич Рагозин; ur. 4 stycznia 1993 w Ridderze) – kazachski biegacz narciarski.

## Kariera
Po raz pierwszy na arenie międzynarodowej pojawił się w 5 lutego 2009 roku, podczas zawodów „Mistrzostw Świata juniorów” w Praz de Lys – Sommand (Francja), gdzie zajął 85. miejsce na dystansie 10 km stylem dowolnym.
W Pucharze Świata zadebiutował 21 grudnia 2013 roku w Asiago, gdzie zajął 73. miejsce w sprincie stylem klasycznym. Pucharowe punkty wywalczył podczas zawodów Pucharu Świata w Polsce a konkretniej w Szklarskiej Porębie, gdzie w sprincie stylem dowolnym zajął 22. miejsce.

## Osiągnięcia

### Igrzyska olimpijskie
| Miejsce | Dzień     | Rok  | Miejscowość | Konkurencja            | Czas biegu | Strata | Zwycięzca           |
| ------- | --------- | ---- | ----------- | ---------------------- | ---------- | ------ | ------------------- |
| 33.     | 11 lutego | 2014 | Soczi       | Sprint stylem dowolnym | 3:38,4 min | —      | Ola Vigen Hattestad |

### Uniwersjada
| Miejsce | Dzień       | Rok  | Miejscowość         | Konkurencja                  | Czas biegu   | Strata   | Zwycięzca      |
| ------- | ----------- | ---- | ------------------- | ---------------------------- | ------------ | -------- | -------------- |
| 11.     | 25 stycznia | 2015 | Szczyrbskie Jezioro | Sprint stylem dowolnym       | —            | —        | Andriej Łarkow |
| 5.      | 26 stycznia | 2015 | Szczyrbskie Jezioro | Sprint dr. stylem klasycznym | 19:56,98 min | +23,76 s | Rosja I        |

### Mistrzostwa świata młodzieżowców
| Miejsce | Dzień       | Rok  | Miejscowość   | Konkurencja              | Czas biegu  | Strata      | Zwyciężczyni          |
| ------- | ----------- | ---- | ------------- | ------------------------ | ----------- | ----------- | --------------------- |
| 31.     | 29 stycznia | 2014 | Val di Fiemme | Sprint stylem dowolnym   | —           | —           | Siergiej Ustiugow     |
| 27.     | 3 lutego    | 2015 | Ałmaty        | Sprint stylem klasycznym | —           | —           | Sondre Turvoll Fossli |
| 30.     | 5 lutego    | 2015 | Ałmaty        | 15 km stylem dowolnym    | 35:55,3 min | +2:26,2 min | Florian Notz          |

### Mistrzostwa świata juniorów
| Miejsce | Dzień       | Rok  | Miejscowość           | Konkurencja              | Czas biegu  | Strata       | Zwyciężczyni           |
| ------- | ----------- | ---- | --------------------- | ------------------------ | ----------- | ------------ | ---------------------- |
| 85.     | 5 lutego    | 2009 | Praz de Lys – Sommand | 10 km stylem dowolnym    | 23:53,6 min | +4:50,3 min  | Piotr Siedow           |
| 47.     | 25 stycznia | 2010 | Hinterzarten          | Sprint stylem dowolnym   | —           | —            | Tomas Northug          |
| 54.     | 29 stycznia | 2010 | Hinterzarten          | 20 km bieg łączony       | 56:54,1 min | +5:06,5 min  | Piotr Siedow           |
| 5.      | 31 stycznia | 2010 | Hinterzarten          | Sztafeta 4 x 5 km        | 54:15,1 min | +45,5 s      | Norwegia               |
| 29.     | 26 stycznia | 2011 | Otepää                | 10 km stylem dowolnym    | 24:05,2 min | +1:44,1 min  | Sindre Bjørnestad Skar |
| 39.     | 28 stycznia | 2011 | Otepää                | Sprint stylem klasycznym | —           | —            | Siergiej Ustiugow      |
| 34.     | 30 stycznia | 2011 | Otepää                | 20 km bieg łączony       | 53:31,1 min | +3:06,8 min  | Markus Weeger          |
| 13.     | 31 stycznia | 2011 | Otepää                | Sztafeta 4 x 5 km        | 49:10,5 min | +2:10,3 min  | Norwegia               |
| 12.     | 20 lutego   | 2012 | Erzurum               | Sprint stylem dowolnym   | —           | —            | Siergiej Ustiugow      |
| DNF.    | 24 lutego   | 2012 | Erzurum               | 20 km bieg łączony       | 50:28,8 min | nie ukończył | Siergiej Ustiugow      |
| 2.      | 26 lutego   | 2012 | Erzurum               | Sztafeta 4 x 5 km        | 47:18,2 min | +44,8 s      | Rosja                  |
| 13.     | 21 stycznia | 2013 | Liberec               | Sprint stylem klasycznym | —           | —            | Lennart Metz           |
| 13.     | 21 stycznia | 2013 | Liberec               | 10 km stylem dowolnym    | 23:32,5 min | +1:48,2 min  | Dmitrij Rostowcew      |
| 6.      | 27 stycznia | 2013 | Liberec               | Sztafeta 4 x 5 km        | 45:35,5 min | +1:16,2 min  | Rosja                  |

### Puchar Świata

#### Miejsca w klasyfikacji generalnej
| Sezon     | Miejsce |
| --------- | ------- |
| 2013/2014 | 141.    |

#### Miejsca na podium
Ragozin nigdy nie stał na podium indywidualnych zawodów Pucharu Świata.

#### Miejsca w poszczególnych konkursachPucharu Świata
| Sezon 2013/2014                                                                         |                      |                     |                |                            |                       |                    |                     |                        |                      |                          |                            |                                |                              |                             |     |                                   |                               |                                  |                        |                     |                   |                      |                     |                     |                    |                         |                            |        |        |        |        |        |        |        |        |        |        |        |        |        |        |        |        |        |        |        |        |        |        |
| Ruka 29.11 (SP C)                                                                       | Ruka 30.11 (10 km C) | Ruka 1.12 (15 km F) | Nordic Opening | Lillehammer 7.12 (15 km C) | Davos 14.12 (30 km F) | Davos 15.12 (SP F) | Asiago 21.12 (SP C) | Oberhof 28.12 (4 km F) | Oberhof 29.12 (SP F) | Lenzerheide 31.12 (SP F) | Lenzerheide 1.01 (15 km C) | Cortina-Toblach 3.01 (35 km F) | Val di Fiemme 4.01 (10 km C) | Val di Fiemme 5.01 (9 km F) | TdS | Nové Město na Moravě 11.01 (SP F) | Szklarska Poręba 18.01 (SP F) | Szklarska Poręba 19.01 (15 km C) | Toblach 1.02 (15 km C) | Toblach 2.02 (SP F) | Lahti 1.03 (SP F) | Lahti 2.03 (15 km F) | Drammen 5.03 (SP C) | Oslo 9.03 (50 km C) | Falun 14.03 (SP C) | Falun 15.03 (2 × 15 km) | Finał Pucharu Świata 16.03 | punkty | punkty | punkty | punkty | punkty | punkty | punkty | punkty | punkty | punkty | punkty | punkty | punkty | punkty | punkty | punkty | punkty | punkty | punkty | punkty | punkty | punkty |
| -                                                                                       | -                    | -                   | -              | -                          | -                     | -                  | 73                  | 94                     | 53                   | 44                       | 84                         | dns                            | -                            | -                           | -   | -                                 | 22                            | dns                              | -                      | -                   | -                 | -                    | -                   | -                   | -                  | -                       | -                          | 9      | 9      | 9      | 9      | 9      | 9      | 9      | 9      | 9      | 9      | 9      | 9      | 9      | 9      | 9      | 9      | 9      | 9      | 9      | 9      | 9      | 9      |
| Legenda                                                                                 |                      |                     |                |                            |                       |                    |                     |                        |                      |                          |                            |                                |                              |                             |     |                                   |                               |                                  |                        |                     |                   |                      |                     |                     |                    |                         |                            |        |        |        |        |        |        |        |        |        |        |        |        |        |        |        |        |        |        |        |        |        |        |
| 1 2 3 4-10 11-30 31-100 wyniki anulowane - – zawodnik nie wystartował TdS – Tour de Ski |                      |                     |                |                            |                       |                    |                     |                        |                      |                          |                            |                                |                              |                             |     |                                   |                               |                                  |                        |                     |                   |                      |                     |                     |                    |                         |                            |        |        |        |        |        |        |        |        |        |        |        |        |        |        |        |        |        |        |        |        |        |        |